# Монреальский симфонический оркестр
Монреальский симфонический оркестр (фр. Orchestre Symphonique de Montréal) — канадский симфонический оркестр, базирующийся в Монреале.

## История
В разное время в Монреале были созданы несколько музыкальных коллективов с таким названием, самый ранний — в 1897 г. (просуществовал 10 лет). Однако нынешний оркестр был основан в 1934 г. дирижёром Уилфридом Пеллетье под названием «Симфонические концерты» (фр. Les Concerts Symphoniques) и получил современное название в 1954 г.
Первый концерт оркестра состоялся 14 января 1935 года в зале Le Plateau (Parc Lafontaine) под руководством канадского дирижёра Розарио Бурдона. Оркестр исполнял произведения Бетховена, Чайковского, Мендельсона, Дебюсси, Голдмарка и Каликсы Лавалле.
Пеллетье дебютировал 11 апреля 1935 года. Под его руководством было запущено несколько инициатив: утренние симфонические выступления для молодежи (1935), ежегодная премия Жана-Лаллемана (1936—1938) и летние концерты на эспланаде Мон-Руаяль (1938—1964).
С 1940 по 1957 год бельгийский дирижёр Дезире Дефо сменил Пеллетье и пригласил многих известных дирижёров, таких как Шарль Мюнш, Бруно Вальтер, Джордже Энеску, Игорь Стравинский, Леопольд Стоковский, Леонард Бернстайн, Пьер Монтё, Йозеф Крипс, Эрнест Ансерме и Отто Клемперер.
Среди руководителей оркестра были такие прославленные музыканты, как Игорь Маркевич и Зубин Мета. Зубин Мета сменил Маркевич с 1961 по 1967 год. В это время Монреальский симфонический оркестр совершил свои первые гастроли и стал первым канадским оркестром, выступившим в Европе. Его сменил Франц Пауль Деккер с 1967 по 1975 год, а затем на короткое время Рафаэль Фрюбек де Бургос с 1975 по 1976 год.
OSM принимал участие в нескольких мероприятиях: церемония открытия Всемирного фестиваля на Всемирная выставке (1967), официальное открытие Олимпийских игр в Монреале, Международный телевизионный фестиваль в Праге, где оркестр завоевал награду за исполнение «Весна священная» Игоря Стравинского.
Однако наибольший взлёт в истории оркестра связан с 25-летним руководством Шарля Дютуа. В этот период (1980-90-е гг.) оркестр осуществил целый ряд значительных записей на лондонской фирме Decca Records (из которых выше всего ценятся произведения Равеля), получил две премии Грэмми — в 1996 г. за запись оперы Берлиоза «Троянцы» и в 2000 г. за фортепианные концерты Бартока и Прокофьева (солистка Марта Аргерих). Однако в 2002 г. Дютуа покинул коллектив в результате тяжёлого конфликта с музыкантами, объявившими его безжалостным тираном, и оркестр вступил в полосу потрясений, завершившуюся приглашением на пост главного дирижёра Кента Нагано.
О назначении Кента Нагано музыкальным директором было объявлено в марте 2004 года. Он вступил в должность в 2006 году. Вступив в должность, Нагано объявил о создании OSM Международного конкурса композиторов Оливье Мессиана, и в мае 2006 года оркестр выступил в Париже, что стало его первым концертом за пределами Канады после тура во Флориде в 2000 году.
Осенью 2018 года Монреальский симфонический оркестр отправился в тур по Северу Квебека, что было экранизировано в документальном фильме 2019 года Chaakapesh.
В январе 2021 года оркестр объявил, что дирижёром, который сменит Кента Нагано, будет Рафаэль Пайяре, начиная с 1 сентября 2021 года.

## Музыкальные руководители
- 1935—1940 Уилфрид Пеллетье
- 1941—1952 Дезире Дефо
- 1950—1953 Отто Клемперер (художественный консультант)
- 1957—1961 Игорь Маркевич
- 1961—1967 Зубин Мета
- 1967—1975 Франц Пауль Деккер
- 1975—1976 Рафаэль Фрюбек де Бургос
- 1977—2002 Шарль Дютуа
- с 2006 г. Кент Нагано